# Dibuix fotogènic

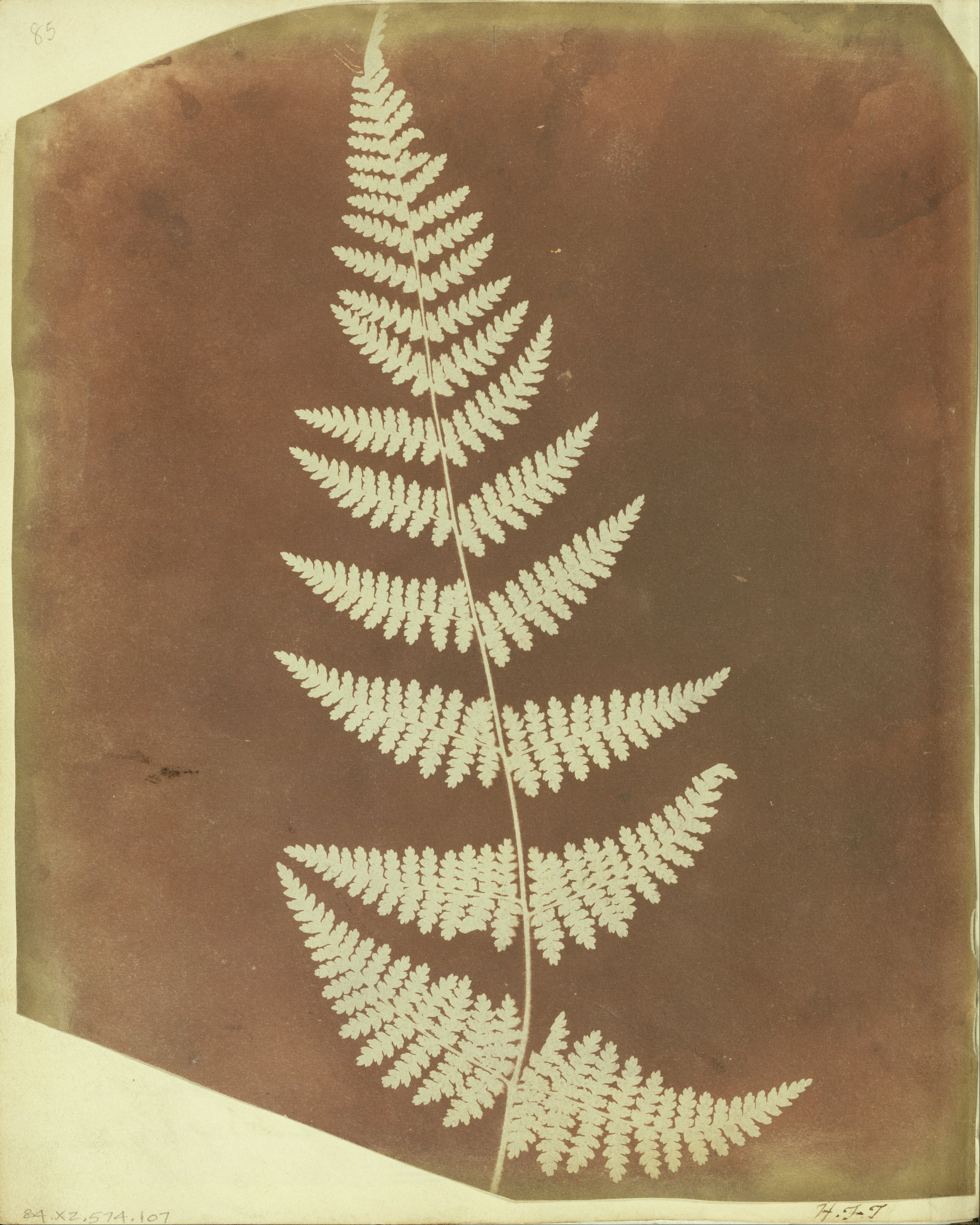
Dibuix fotogènic- William Fox Talbot

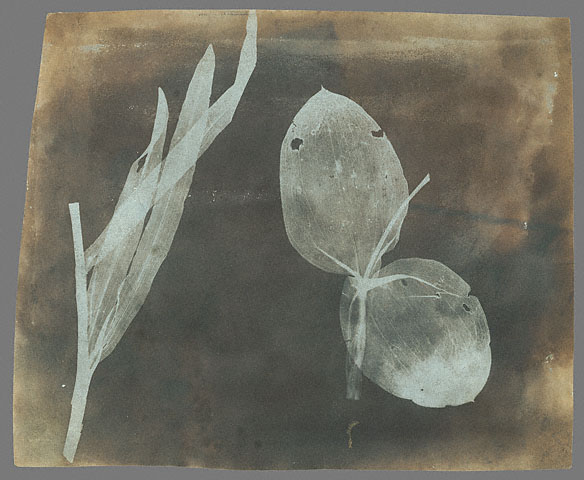
Dibuix Fotogènic- William Fox Talbot

Dibuix fotogènic és el nom amb què els fotògrafs Hippolythe Bayard i William Fox Talbot anomenaven les imatges obtingudes seguint els seus diversos procediments fotogràfics.
Es comença a parlar de Dibuix Fotogènic l'any 1790, quan Thomas Wedgwood va iniciar la seva investigació amb el nitrat de plata en imatges de paper i pell sensibilitzada. Thomas Wedgwood va aconseguir enregistrar siluetes d'objectes col·locats al paper, però no van ser permanents. El 1802 Wedgwood va conèixer el químic Humphry Davy, aquest va publicar un article a la revista de la Royal Institution de Londres a on exposava els experiments de Thomas Wedgwood. Amb aquesta publicació, es va poder quedar enregistrada la gran descoberta que va fer Wedgwood per l'inici de la fotografia amb el nitrat de plata i altres components.
L'any 1834, William Fox Talbot va començar a utilitzar el concepte Dibuixos fotogènics amb el seu invent del Calotip, Talbot utilitzava objectes com flors, teles, fulles en una superfície sensibilitzada. Talbot no era partidari de fer servir càmeres obscures, ell feia servir la llum solar, després fixava la imatge submergint el paper amb un preparat de sal i sals de plata. Ell treballava amb fotografia en negatiu.